# Туризм на Мальдивах

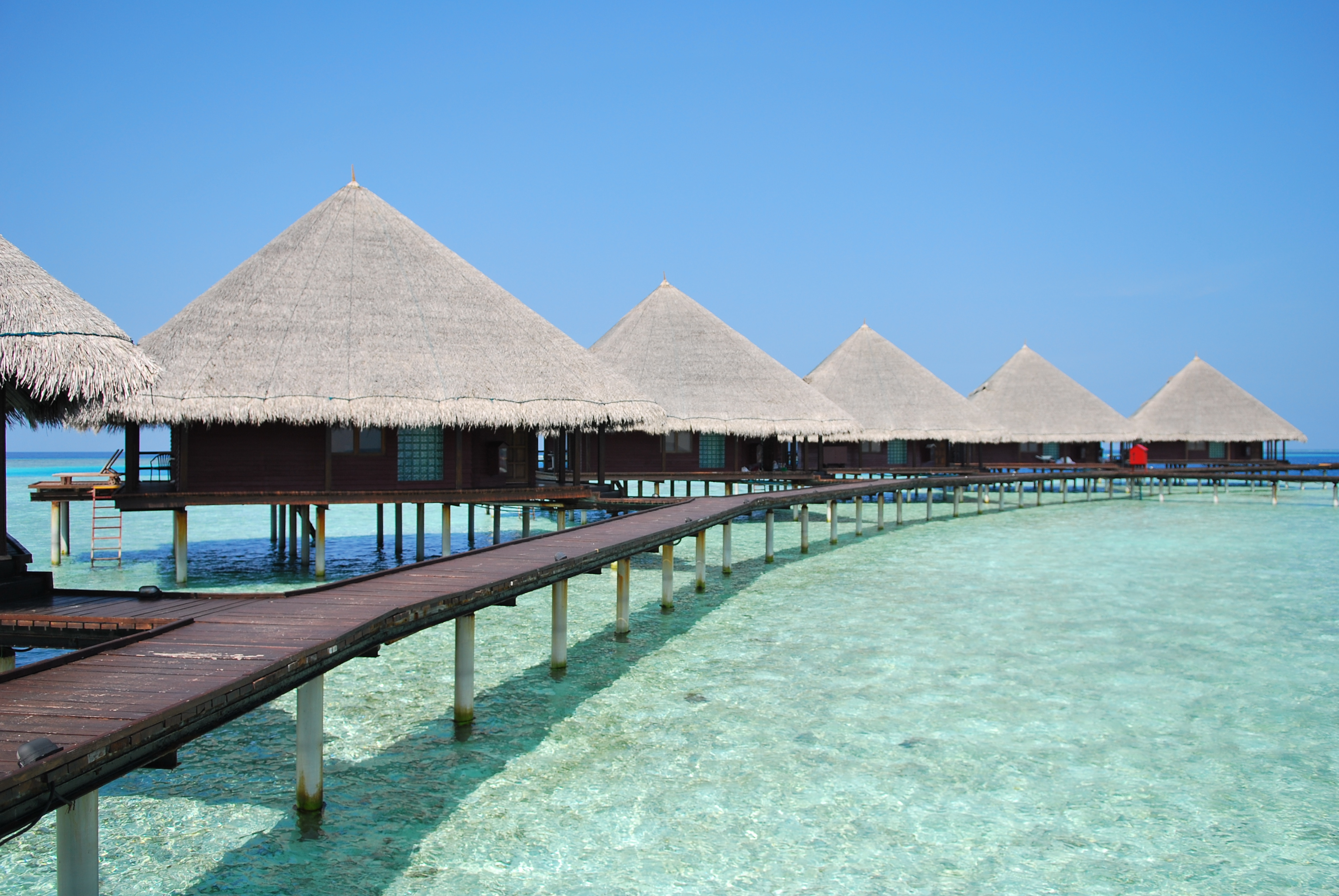
Курорт на Мальдивах, типичные для Мальдив домики на сваях (водные бунгало).

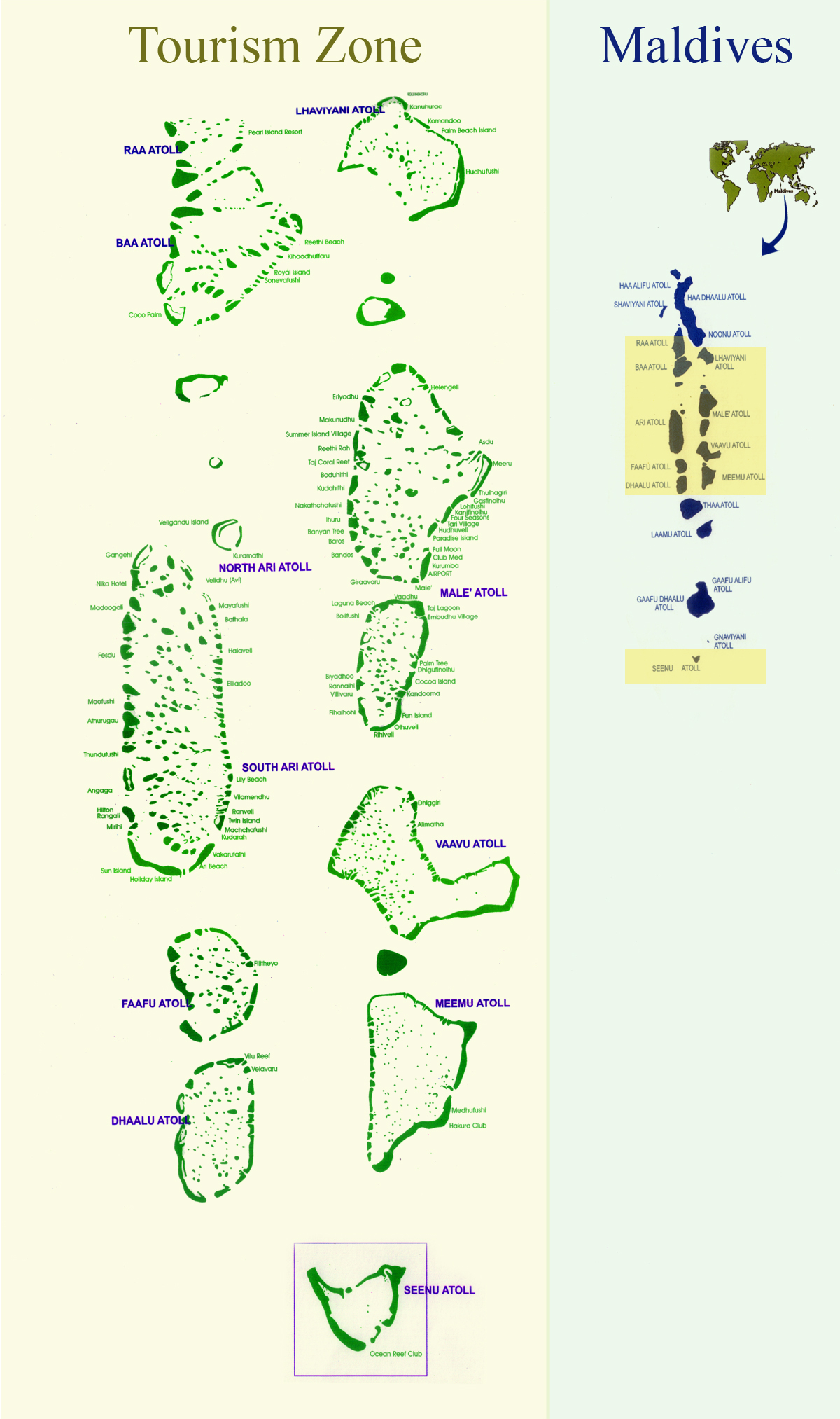
Туристическая зона.

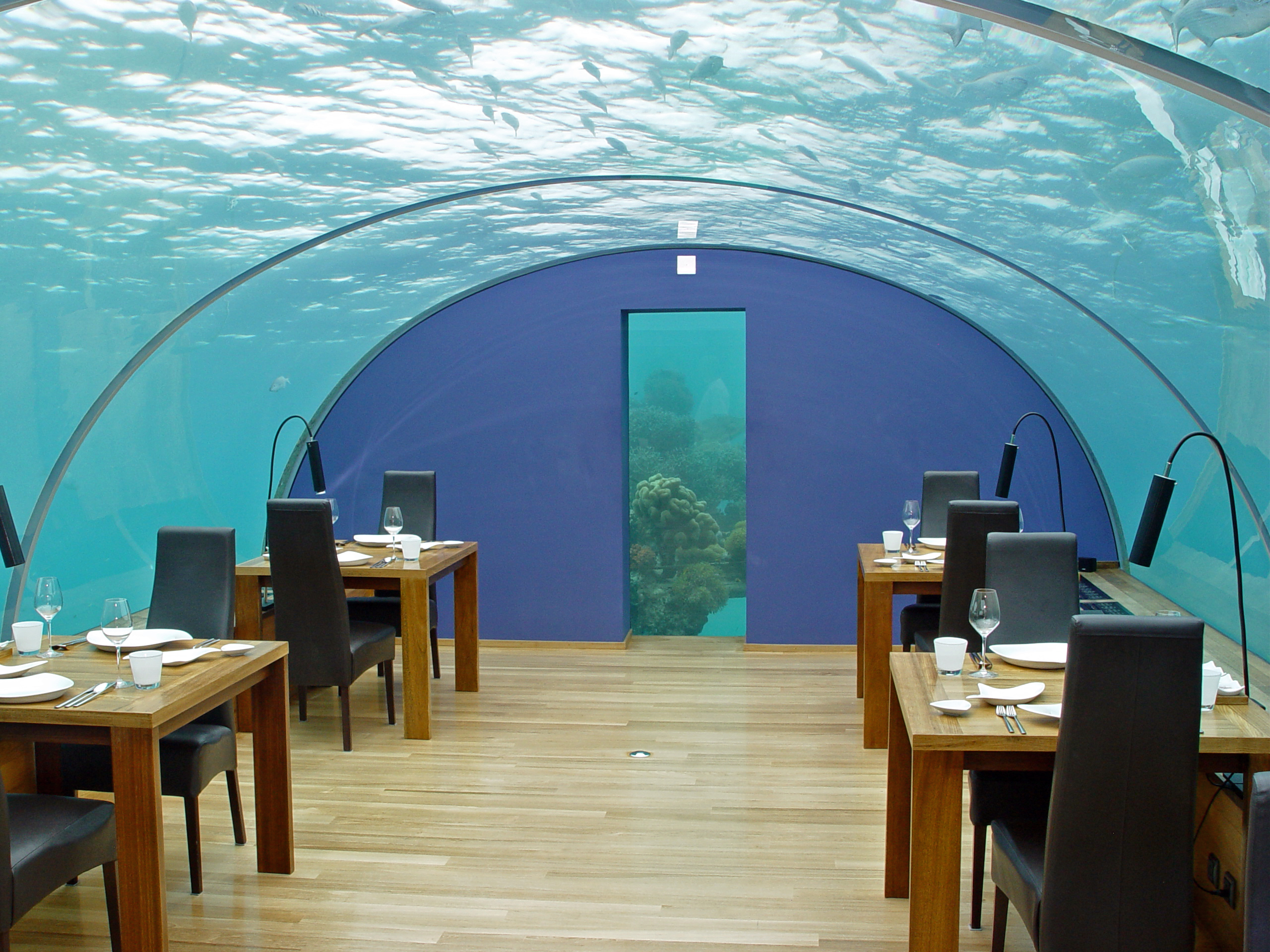
подводный ресторан «Ithaa» (Перламутровая раковина)

Туризм на Мальдивах — главная отрасль в экономике островного государства, играющая кроме того важную роль в получении валютных доходов и созданию рабочих мест в сфере услуг. Мальдивский архипелаг привлекает туристов со всего мира.

## История
Туризм на Мальдивах берёт своё начало в 1972 году. Миссия ООН по развитию, посетившая острова в 1960-е годы, не рекомендовала развитие туризма на Мальдивах. Однако с открытием первого курорта на Мальдивах в 1972 году, туризм на Мальдивах стал расцветать. Первая туристическая группа прибыла на Мальдивы в феврале того же года. Она остановилась в столице Мале и провела 12 дней на островах.
Развитие туризма на Мальдивах началось с появлением всего двух курортов, рассчитанных на 280 человек, в деревне Курумба и на острове Бандос, курорт на острове Курумба стал первым из них. Ныне же насчитывается более 105 курортов, расположенных на многочисленных атоллах, подвластных Мальдивской республики. За последние десятилетия количество туристов, посещающих Мальдивы, неуклонно растёт. В 2009 стали появляться местные гостевые дома, это было связано с тем, что туристам было официально разрешено оставаться среди местного населения, а не находится исключительно на частных курортных островах. Сейчас более чем 900 000 туристов посещает Мальдивы ежегодно.

## Привлекательность природы Мальдив
Мальдивы популярны среди туристов из-за своей природной красоты, которую формируют белые пляжи, океан, чистый воздух и круглогодичная комфортная погода. Климат и природа Мальдив идеально подходит для туристов, занимающихся водными видами спорта или развлечениями, такими как плавание, рыбная ловля, дайвинг, сноркелинг, катание на водных лыжах, виндсёрфинг и кайтсёрфинг.
Из-за своего богатого подводного мира и чистой воды Мальдивы считаются одним из лучших мест в мире для рекреационного дайвинга.

## Численность и страны происхождение туристов
За 2015, самые многочисленные туристы были из Китая.
Динамика численности туристов, и регион их происхождения (тыс чел.)

## Описание курорта

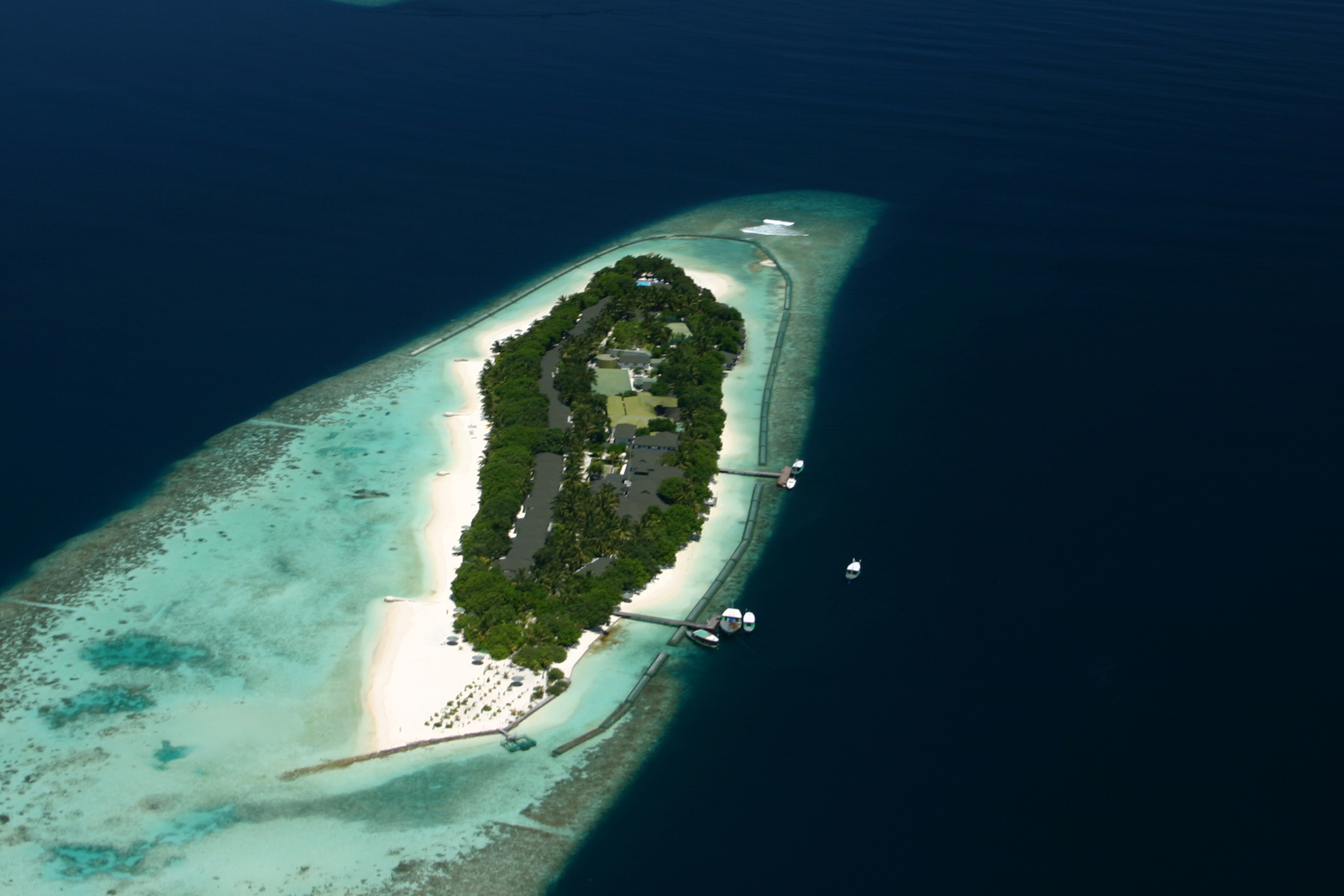
Туристический курорт на Мальдивах.

Туристический курорт на Мальдивах состоит из эксклюзивного отеля на острове, являющегося его собственностью, с населением, в которое входят туристы и обслуживающий их персонал, местных людей или домов на таких островах нет.
Подобные острова, предназначенные для развития туризма, имеют как правило размеры в около 800 на 200 метров и состоят из песка и кораллов, поднимаюсь на максимальную высоту 2 метра над уровнем моря. В дополнение к своим пляжам, каждый остров имеет свой собственный «домашний риф», служащего в качестве кораллового сад и естественного аквариума для аквалангистов и ныряльщиков. Небольшая глубина «домашних рифов» также защищает
пловцов от океанских волн и сильных приливных течений вне «дома».
Постройки на типичном мальдивском курорте включают в себя номера и люксы, зарезервированные для туристов, рестораны, кафетерии, магазины, салоны, бары, дискотеки и школы дайвинга. Часть острова также содержит жилища работающего на курорте персонала и вспомогательные помещения, такие как пункты питания, генераторы, прачечные и очистные сооружения. На острове также есть магазины предлагающие такие товары как сувениры и артефакты.